# لئاندرو کامپایا
لئاندرو کامپایا (انگلیسی: Leandro Campagna؛ زادهٔ ۲۴ مهٔ ۱۹۹۴) بازیکن فوتبال اهل ایتالیا است.
از باشگاه‌هایی که در آن بازی کرده‌است می‌توان به باشگاه فوتبال فروزینونه، باشگاه فوتبال لاتینا، و باشگاه فوتبال پارما اشاره کرد.
وی همچنین در تیم ملی فوتبال زیر ۱۹ سال ایتالیا بازی کرده‌است.